# Ostróda Reggae Festival
Das Ostróda Reggae Festival ist das größte polnische Reggae-Festival. Es findet jährlich im August in Ostróda in  Masuren statt.

## Geschichte
Hervorgegangen aus dem von 2001 bis 2003 ausgetragenen Ost-Rock Festiwal, auf dem Reggae zunehmend an Bedeutung gewann, ist es seit dem Jahr 2004 ein reines Reggae-Fest, das seitdem ständig wächst, sowohl an Bedeutung als auch an der Zahl der auftretenden Künstler.
In erster Linie präsentiert sich die polnische Reggae-Szene dort selbst, jedoch sind ausländische Bands stets im Line-Up vertreten.
Das seit 2004 genutzte Gelände „Białe Koszary“ ist eine ehemalige Kaserne, war sich für Teile der Reggae-Welt womöglich befremdlich, für die Durchführung des Festivals jedoch als Vorteil erweist. Neben der Hauptbühne, die sich unter freiem Himmel befindet, gibt es dort seit 2005 eine zweite Bühne in einer der großen Hallen. Außerdem ist ein Bereich für Soundsystems, ein Kino und eine Teestube vorhanden. Der Camping-Platz befindet sich auf dem Festival-Gelände.